# Tomasz Man
Tomasz Man (ur. 31 sierpnia 1968 w Rzeszowie) – polski dramatopisarz, reżyser teatralny, autor adaptacji teatralnych i słuchowisk radiowych.

## Życiorys
Uczęszczał do I Liceum Ogólnokształcącego w Rzeszowie, natomiast maturę zdał w Liceum Ogólnokształcącym nr 1 we Wrocławiu. W 1989 rozpoczął studia polonistyczne na Uniwersytecie Wrocławskim, które ukończył w 1993. W trakcie studiów występował w teatrze studenckim oraz zespołach muzycznych. W 1993 napisał pierwszą sztukę Niebodrzew, nagrodzoną w 1995 w Konkursie Literackim Młodych Twórców „Werdykt”. Pierwszą sztuką Mana, która ukazała się w druku, była Katarantka, opublikowana w 1998 w „Dialogu”. W 2000 ukończył reżyserię na Akademii Teatralnej w Warszawie i debiutował jako reżyser Balladyną, wystawioną w Teatrze Dramatycznym w Białymstoku. W kolejnych latach reżyserował spektakle m.in. w Teatrze Polskim w Warszawie, Teatrze Współczesnym w Szczecinie, Teatrze Polskim we Wrocławiu, Teatrze Polskim w Poznaniu, Teatrze Krypta w Szczecinie.
Od roku 2003 przez dwa sezony był kierownikiem literackim w Teatrze im. Siemaszkowej w Rzeszowie. W 2003 był współzałożycielem Teatru pod Gryfami we Wrocławiu. W latach 2004-2005 pełnił funkcję konsultanta programowego w Teatrze im. Adama Mickiewicza w Częstochowie. Od 2007 pracował jako adiunkt na Wydziale Lalkarskim we Wrocławiu Państwowej Wyższej Szkoły Teatralnej im. Ludwika Solskiego w Krakowie, gdzie w 2009 uzyskał doktorat.

## Nagrody i odznaczenia
- Srebrny Medal „Zasłużony Kulturze Gloria Artis” – 2009[2]
- Krzyż Kawalerski (2023)[3] Orderu Odrodzenia Polski
- Doroczna Nagroda Ministra Kultury i Dziedzictwa Narodowego w kategorii Teatr (2023)[4].

## Dramaty
- Katarantka. Requiem. Nieszczęście w dwóch aktach (1998)
- Pisi (2000)
- Historia pewnej miłości (2001)
- Matka i lampart (2004), słuchowisko radiowe
- 111 (2004)
- Deszcze (2005), współautor
- Cięcie (przed 2006)
- Dobrze (2006)
- 3x2 (2006)
- C(r)ash Europe (2007)
- Świat jest skandalem (2009)
- Bóg i Proch (2010)
- Wszystko się uda (2010), słuchowisko radiowe
- Sex Machine (2010)